# 原田まさ

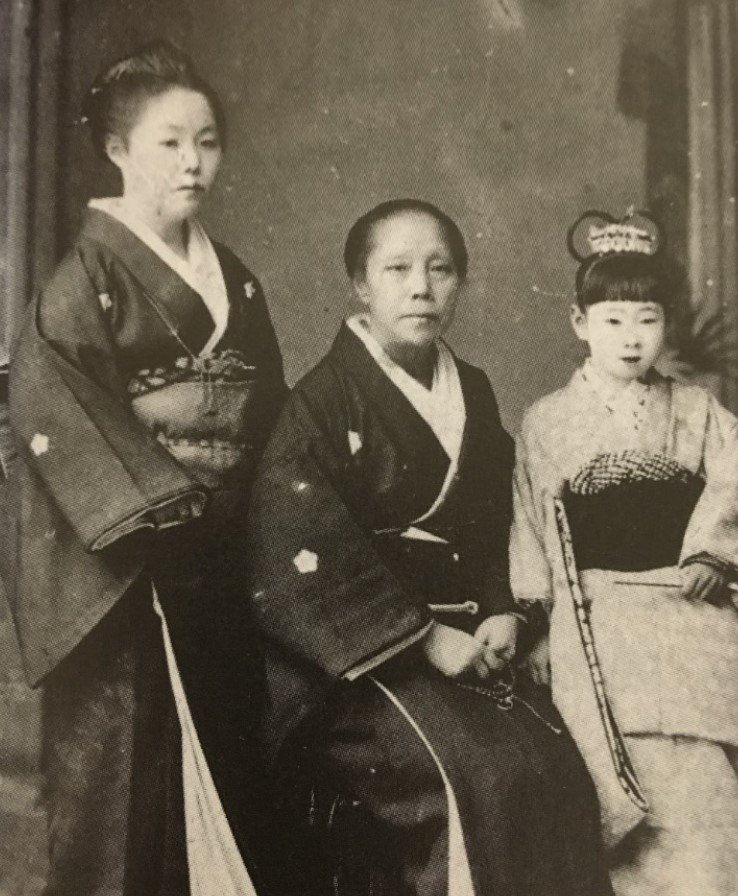
原田まさ(中央の人物)

原田 まさ（はらだ まさ、嘉永元年11月15日（1848年12月10日） - 昭和5年（1930年）5月29日）は、江戸時代末期（幕末）から昭和初期にかけての女性。新選組十番隊長・原田左之助の妻。旧名は、菅原まさ。

## 生涯
嘉永元年（1848年）、誕生。京都商家菅原某の娘と伝わる。
慶応元年（1865年）、新選組隊士の原田左之助と結婚。本願寺筋釜屋町七条下ルでの借家住まいだった。まもなく長男・茂を出産。
しかし、情勢の変化により新選組が伏見奉行所へ移ることとなり、慶応3年（1867年）12月11日に夫・左之助から当座の暮らし向きの金銭を託され、これが今生の別れとなった。この時、まさは妊娠中で、同月17日に2人目の男子を出産したが、1週間で夭折した（戒名、禅雪童子）。その後、従兄・井上新兵衛のもとへ身を寄せたものの、たびたび新政府軍の尋問を受けた。
昭和5年（1930年）5月、神戸にて83歳で死去。